# Mathías Olivera
Artikeln följer den spanska namnseden; faderns efternamn är Olivera och moderns efternamn Miramontes.
Mathías Olivera Miramontes, född 31 oktober 1997 i Montevideo, är en uruguayansk fotbollsspelare (försvarare) som spelar för Napoli i Serie A.

## Klubbkarriär
Den 26 maj 2022 värvades Olivera av Napoli, där han skrev på ett treårskontrakt.

## Landslagskarriär
Olivera debuterade för Uruguays landslag den 28 januari 2022 i en 1–0-vinst över Paraguay. I november 2022 blev Olivera uttagen i Uruguays trupp till VM 2022.